# Múrias
Múrias is een plaats (freguesia) in de Portugese gemeente Mirandela en telt 353 inwoners (2001).